# Kalwang
Kalwang är en ort och kommun i Österrike. Den ligger i distriktet Leoben i förbundslandet Steiermark.
Kommunen består av fyra orter (Ortschaften) (inom parentes invånarantal 1 januari 2024):
- Kalwang (788)
- Pisching (47)
- Schattenberg (68)
- Sonnberg (94)